# Chelif
Lo Chelif (in arabo وادي الشلف‎?, Wādī al-Shalif) (chiamato anche Cheliff) è un fiume dell'Algeria lungo 700 km, il che lo porta a essere il più lungo del Paese.
Sgorga dalle montagne dell'Atlante sahariano, presso la città di Aflou, scorre attraverso l'Atlante Telliano e sfocia nel mar Mediterraneo, a nord della città di Mostaganem.  

Il livello delle sue acque è incostante e, nella parte finale del suo corso, viene assai sfruttato a fini irrigativi agricoli.